# Phyllis Bennis
Pour les articles homonymes, voir Bennis.
Phyllis Bennis est une intellectuelle de l'Institute for Policy Studies à Washington, auteur, journaliste et diplomate à l'ONU ; spécialiste des guerres en Irak et Palestine.
Son œuvre traite des guerres, des organisations internationales et des sociétés multinationales et développe une pensée réformiste et anti-impérialiste.
Elle participe à l'appel aux Boycott, désinvestissement et sanctions pour résoudre le conflit israélo-palestinien,, notamment en participant aux conférences internationales du Comité pour l'exercice des droits inaliénables du peuple palestinien.